# Токсичний багатовузловий зоб
Токсичний багатовузловий зоб (хвороба Пламмера) — одна з форм гіпертиреоїдизму, захворювання щитоподібної залози, що харатеризується надмірною продукцією тиреоїдних гормонів функціонально автономними вузлами. При токсичному багатовузловому зобі, на відміну від хвороби Грейвса (дифузного токсичного зобу), залучені окремі вузлові утворення, а не вся тканина щитоподібної залози. Токсичний багатовузловий зоб є другою за частотою, після хвороби Грейвса, причиною гіпертиреоїдизму у світі.

## Історія
Токсичний багатовузловий зоб також має назву хвороба Пламмера, названа на честь американського лікаря Генрі Пламмера (англ. Henry Stanley Plummer), який вперше описав гіпертиреоїдизм, пов'язаний з вузловим утворенням щитоподібної залози в 1913 р.

## Симптоми
Симптоми при токсичному багатовузлову зобі характеризуються типовими симптомами тиреотоксикозу:
- Лабільність температури тіла
- М'язева слабкість
- Гіперкінезія
- Тремор
- Почервоніння шкірних покривів
- Втрата ваги
- Остеопороз
- Підвищений апетит
- Наявність зобу
- Тахікардія (понад 100 уд/хв)

## Етіологія
Йододефіцит

## Патогенез

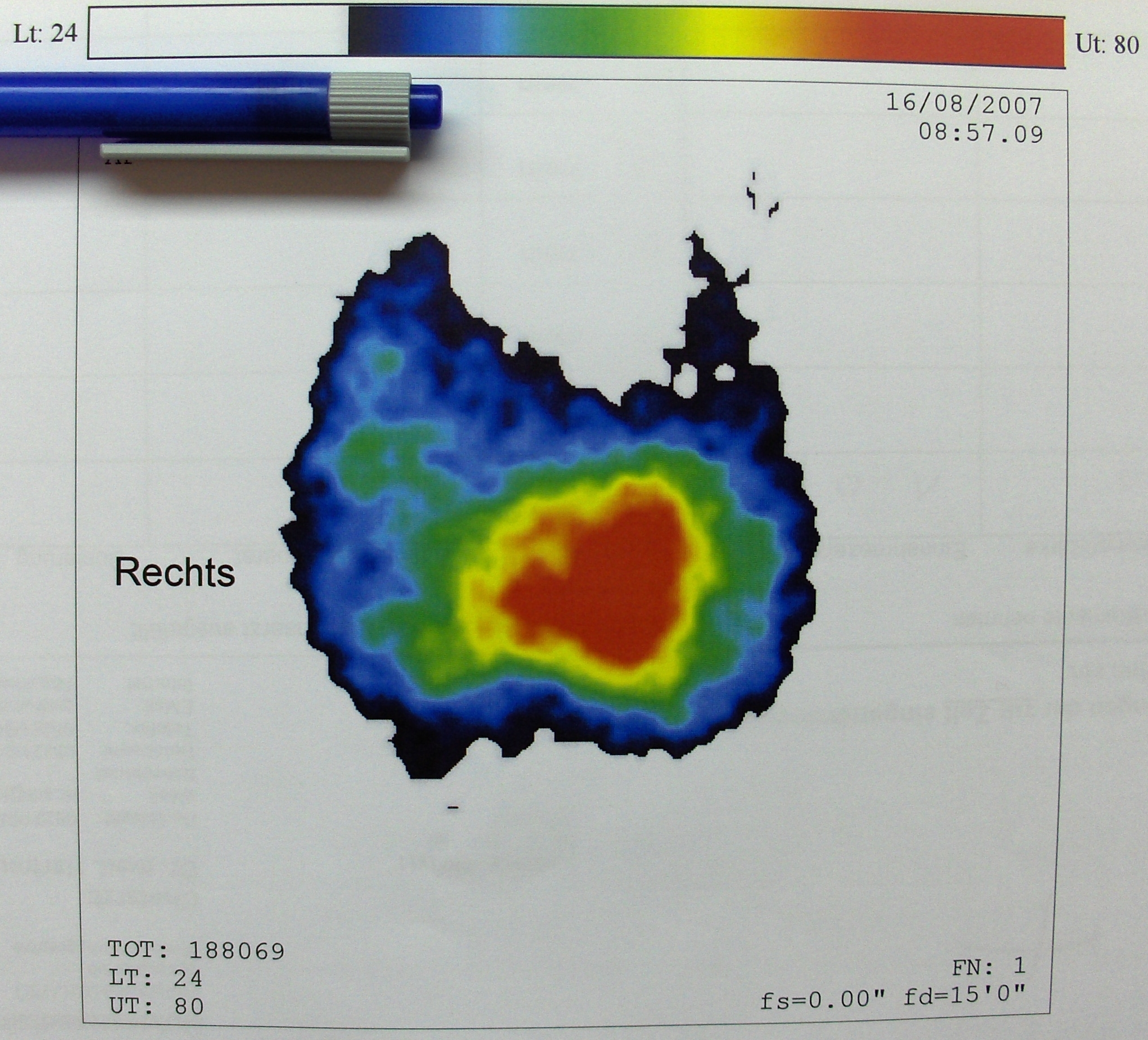
Сцинтіграфія щитоподібної залози. В проєкції лівої долі «гарячий вузол» — аденома щитоподібної залози.

1. Дефіцит поступлення йоду до організму людини призводить до зменшення вироблення тиреоїдних гормонів, що призводить до стимулювання щитоподібної залози тиреотропним громоном (ТТГ).
2. Стимуляція ТТГ призводить до гіперплазії тиреоцитів та утворенню багатовузлового зобу.
3. Підвищена продукція ТТГ може призвести до мутацій його рецептора.
4. Якщо мутований рецептор ТТГ має активність, то клітини, що містять його, можуть набувати «токсичних» властивостей, що проявляється надмірною продукцією Т3 та Т4.

## Лікування
- Консервативне
  - Антитиреоїдні препарати (Тиреостатики) — тіамазол, пропілтіоурацил.
- Оперативне
  - Видалення вузлових утворень щитоподібної залози або тиреоїдектомія.